# Tvedestrand
Tvedestrand er en kommune i Agder fylke i Norge. Kommunen ligger mellem Arendal i vest og Risør i øst. Kommunen grænser også til Froland, Åmli og Vegårshei. Kommunen fik sine nuværende grænser i 1960, ved sammenlægning af tidligere Dypvåg og Holt kommuner, og ladestedet Tvedestrand.
Kommunen ligger omkring nedre del af Vegårsvassdraget (Storelven) og Oksefjorden, og omfatter videre kysten og øerne øst for fjorden. Terrænet i området kupperet med skovklædte åse. Kommunens højeste punkt er Ansmyrheia, 243 meter over havet.
Folketallet i kommunen aftog frem til 1970, men steget siden da. Byen og administrationscenteret Tvedestrand (1741 indb. 1999) ligger inderst i Oksefjorden. Fra kajerne fører to gader op til forretningsstrøget. Bosætningen er spredt indover landet, med mange småbyer langs kysten: Sagesund, Dypvåg, Gjeving på fastlandet og Lyngør, Sandøy og Borøy.

## Erhvervsliv
Tvedestrand blev ladested i 1836 og var udskibningssted for Nes Jernværk. Træmassefabrikkene på Fostvedt, Gjeving og Songe har også spillet en betydelig rolle for Tvedestrand. Der foregår en stor eksport over havnen, som har 200 meter offentlig kaj. Værkstedsindustrien dominerer, men det er ellers mange små virksomheder indenfor en lang række brancher. Tvedestrand har nogle af Aust-Agders bedste jord- og havebrugsområder, med stort husdyrhold, bær- og frugtavl.
Tvedestrand er et af de mest søgte turistdistrikter på Sørlandet med en pragtfuld skærgård, flere pensionater og mange hytter.
Kommunevåbnet, som blev godkendt i 1986, viser en flyvende terne i sølv mod en blå baggrund. Dette skal symbolisere kyst og fugleliv.
Lokalavisen Tvedestrandsposten blev grundlagt af Arne Garborg i 1872.

## Personer fra Tvedestrand
- Jørgen Aall († 1894)
- Knud Knudsen (†  1895), sprogforsker
- Helga Gitmark († 2008), politiker, regeringsmedlem, født i Holt (Tvedestrand)
- Astrid Gjertsen, politiker, regeringsmedlem, voksede op på Jylland men flyttede til Borøya († 2020)
- Leonard Rickhard (1945-), kunstmaler